# デイヴィッド・ビーティー (ニュージーランド総督)
サー・デイヴィッド・スチュアート・ビーティー（英語: Sir David Stuart Beattie、1924年2月29日 - 2001年2月4日）は、ニュージーランドの法曹。第14代ニュージーランド総督（在職: 1980年 - 1985年）を務めた。
1924年にオーストラリアのニューサウスウェールズ州シドニーに生まれる。両親の離婚により、ニュージーランド・オークランド北部のタカプナで母親に育てられた。オークランドにあるボーディングスクールのディルワース・スクールで学んだ。
1948年にオークランド大学で法学の学位を取得し弁護士として開業、1964年に勅選弁護士となった。1969年から1980年までニュージーランド最高裁判所（Supreme Court of New Zealand）の裁判官を務めた後、1980年にエリザベス2世によってニュージーランドの総督に任命された。同年総督就任に先立って聖マイケル・聖ジョージ勲章のナイト・グランド・クロス勲爵士を受勲。
1984年、首相ロバート・マルドゥーンの与党ニュージーランド国民党は1984年ニュージーランド総選挙でデビッド・ロンギ率いるニュージーランド労働党に敗れた。ロンギ次期首相は通貨危機回避のためニュージーランド・ドルの切り下げを要請するもマルドゥーン首相はこれを拒否、通貨危機が発生する事態となった（1984年ニュージーランド憲法危機）。このときビーティーは国民党幹部に対してマルドゥーン首相を総督権限で解任し副首相ジム・マックレイを首相代行に任命することを提案したが、最終的にマルドゥーンが党内の圧力に屈したため実行に移されることはなかった。この政治危機は1986年憲法典法の制定へと繋がった。
1985年に総督を退任。1989年より11年間ニュージーランドオリンピック委員会の会長を務め、国際オリンピック委員会からオリンピック功労章を授与されている。
2001年にウェリントン地方アッパー・ハットの自邸で死去し、国葬で葬られた。

### 註釈
1. ↑  ニュージーランド高等裁判所（英語: High Court of New Zealand）の前身で、2004年に設置されたニュージーランド最高裁判所（英語: Supreme Court of New Zealand）とは異なる。当時ニュージーランドの終審裁判所はロンドンの枢密院司法委員会であった。